# National Commercial Bank (Hong Kong)
Pour les articles homonymes, voir National Commercial Bank.
La National Commercial Bank Limited (chinois : 浙江興業銀行 ; chinois traditionnel : 浙江兴业银行) était une banque Hongkongaise. Elle a fusionné avec la Bank of China (Hong Kong) en 2001.

## Histoire

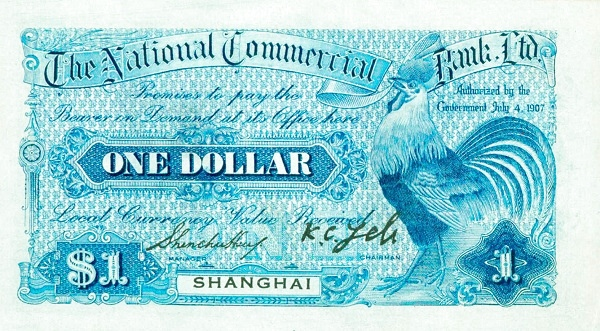
Billet émis par la branche de Shanghai de la National Commercial Bank en 1907

- 1907 : Créée à Hangzhou par la Chekiang Railway Company (chinois : 浙江省鐵路公司).
- 1915 : Déplacement du siège à Shanghai.
- 1946 : Création des agences Hongkongaises.
- 1980 : Déplacement du siège à Pékin.
- 1989 : Devient une filiale détenue à 100 % par le Bank of China Group[1].
- 2001 : Fusionne pour former Bank of China (Hong Kong)[2].